# Rakaposhi
Der Rakaposhi ist ein 7788 m hoher Berg im Karakorum, dessen riesige Eiswände das Hunzatal im Norden von Pakistan überragen. Mit einem Höhenunterschied von fast 6000 m gegenüber dem Grund des Hunzatals ist die fast 20 km breite Nordwand des Rakaposhi die weltweit höchste Steilflanke.
Der Rakaposhi ist der höchste Berg der Rakaposhi-Haramosh-Berge.

## Name
Rakaposhi bedeutet in der Sprache der Einheimischen „Glänzende Wand“. Eine andere Bezeichnung des Berges ist Dumani („Mutter des Nebels“).

## Besteigungsgeschichte
Der Rakaposhi wurde am 25. Juni 1958 erstmals von Mike Banks und Tom Patey bestiegen. Sie waren Mitglieder einer britisch-pakistanischen Expedition. Zuvor gab es schon 1947 (von einer internationalen Kleinexpedition u. a. mit Bill Tilman), 1954 (von Matthias Rebitsch und Anderl Heckmair) und 1956 Versuche, bei denen der Gipfel aber nicht erreicht wurde.
Hauptbesteigungsrouten sind:
- von der Südostseite über den Goglot-Goh-Gletscher,
- von Nordwesten,
- von Westen über den Pissan-Gletscher.

Mit dem Auto lässt sich Ghulmet, ein Dorf am Karakorum Highway, relativ leicht erreichen. Von hier ist der Fuß des Berges in einem Tagesmarsch zu erreichen. Eine andere Möglichkeit ist der Aufstieg zum Basislager vom kleinen Dorf Minapin an der Nordost-Seite des Berges.